# Municipio de Trincheras
El Municipio de Trincheras es uno de los 72 municipios en que se encuentra dividido el estado mexicano de Sonora, su cabecera es el pueblo de Trincheras. Por sus cercanías es atravesado por la cuenca del Río Magdalena, que normalmente en ésta latitud es subterráneo. Dos zonas arqueológicas se encuentran en el municipio: El Cerro de Trincheras y La Playa.

## Demografía
De acuerdo a los resultados del Censo de Población y Vivienda de 2020 realizado por el Instituto Nacional de Estadística y Geografía, la población total de Pitiquito es de 1 381 habitantes, de los cuales 642 son hombres y 739 son mujeres.

### Localidades
El municipio de Trincheras tiene un total de 43 localidades, las principales y su población en 2020 son las que a continuación se enlistan:
| Localidad          | Población |
| Total Municipio    | 1381      |
| Trincheras         | 929       |
| Pueblo Nuevo Ocuca | 252       |
| Ejido la Playa     | 43        |
| Los Fresnos        | 33        |
| La Laguna          | 12        |